# Île Chokalski
L'île Chokalski (en russe : Остров Шокальского) est une île située dans la mer de Kara, à l'est du golfe de l'Ob au large d'un bras de la péninsule de Gydan (dont elle est séparée par un détroit, le Gydanski Proliv), dans le district autonome de Iamalo-Nénétsie, au nord de la Russie.
L'île a une superficie de 428 km2, elle est recouverte par la toundra. La mer qui entoure l'île est recouverte par la banquise et hiver et jusqu'à neuf mois par an. L'île est ainsi souvent reliée à la péninsule de Gydan et au continent.
L'île Chokalski fait partie de la réserve naturelle du Grand Arctique, la plus grande réserve naturelle de Russie. Elle a été nommée en l'honneur du cartographe Iouli Chokalski.
L'île Chokalski ne doit pas être confondue avec l'îlot nommé Ostrov Chokalskogo situé au large de la côte occidentale de l'île Vaïgatch dans la mer de Barents.